# Tour du Finistère 2003
Il Tour du Finistère 2003, diciottesima edizione della corsa, si svolse il 1º settembre su un percorso con partenza e arrivo a Quimper. Fu vinto dal francese Nicolas Fritsch della FDJ davanti ai suoi connazionali Yoann Le Boulanger e Julien Laidoun.

## Ordine d'arrivo (Top 10)
| Pos. | Corridore          | Squadra                 | Tempo    |
| ---- | ------------------ | ----------------------- | -------- |
| 1    | Nicolas Fritsch    | FDJ                     | 3h39'12" |
| 2    | Yoann Le Boulanger | MBK-Oktos-Saint-Quentin | a 1'09"  |
| 3    | Julien Laidoun     | Ag2r Prévoyance         | s.t.     |
| 4    | Yasutaka Tashiro   | Team Bridgestone Anchor | a 1'18"  |
| 5    | Sergey Krushevskiy | MBK-Oktos-Saint-Quentin | a 2'26"  |
| 6    | Benoît Vaugrenard  | FDJ                     | s.t.     |
| 7    | Franck Bouyer      | Brioches La Boulangère  | s.t.     |
| 8    | Frédéric Gabriel   | MBK-Oktos-Saint-Quentin | s.t.     |
| 9    | Guillaume Auger    | Big Mat-Auber '93       | s.t.     |
| 10   | Benoît Poilvet     | Crédit Agricole         | s.t.     |